# Eubacterium moniliforme
Eubacterium moniliforme è una specie di batterio appartenente alla famiglia delle Eubacteriaceae.